# Andreas Russenberger

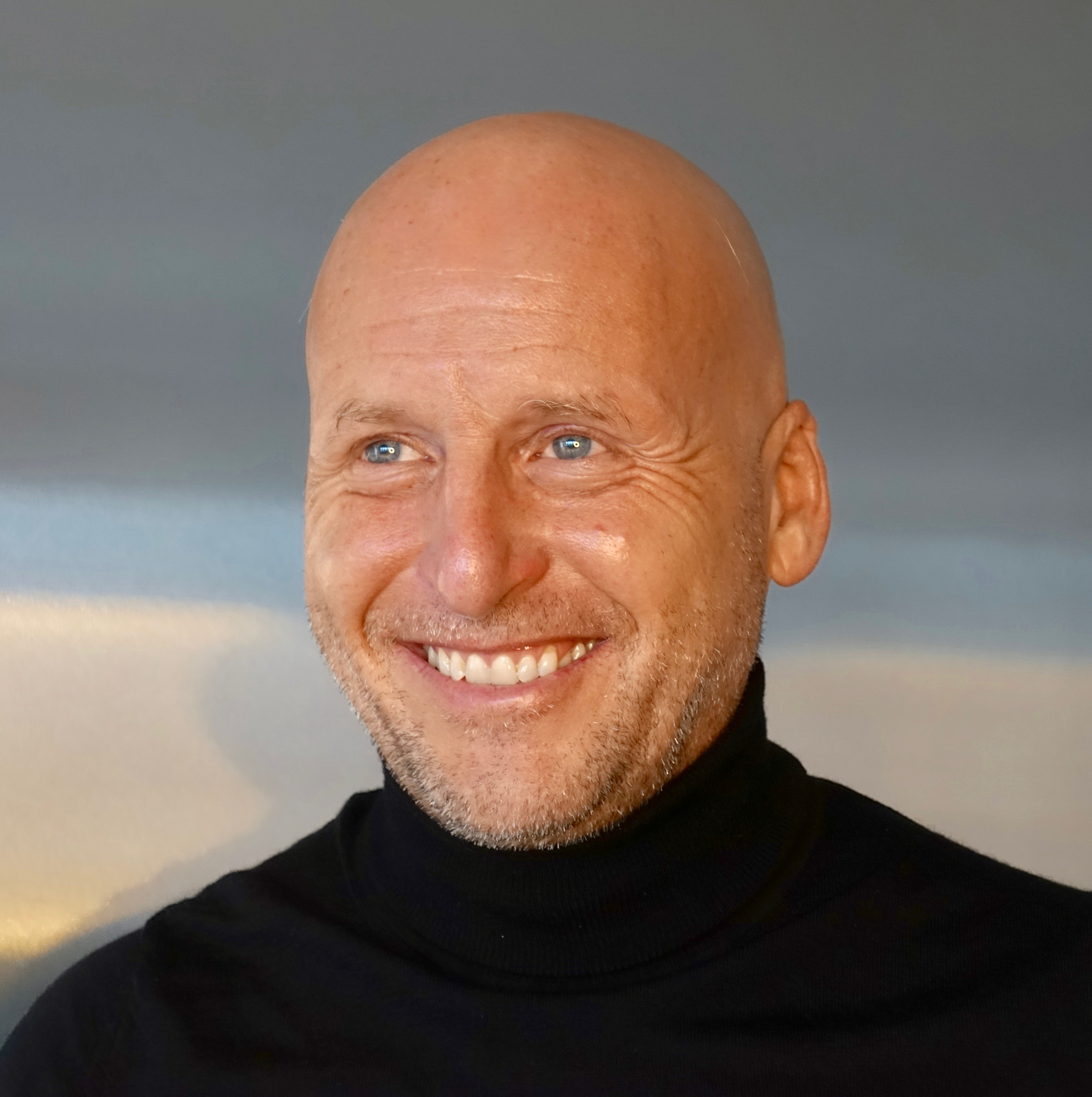
Andreas Russenberger (2022)

Andreas Russenberger (* 1968 in Speicher) ist ein Schweizer Schriftsteller und ehemaliger Bankmanager. Er ist Präsident des Verbandes Schweizer Autorinnen und Autoren A*dS.

## Leben und Werk
Russenberger wuchs in Speicher im Kanton Appenzell Ausserrhoden als Sohn eines Heimleiters und einer Krankenschwester auf. Nach Abschluss der Kantonschule Trogen studierte er Geschichte und Politologie an der Universität Zürich. Während des Studiums arbeitete er als Gymnasiallehrer und Fussballtrainer. Dann wechselte er in den Finanzbereich und absolvierte eine Managementausbildung an der Universität St. Gallen und der Stanford University (USA). Bis 2015 leitete er als Managing Direktor die globale Vermögensverwaltung der Credit Suisse und war Verwaltungsrat der Credit Suisse London. Er arbeitete in Europa, Asien und Amerika.
Seit 2017 ist Russenberger hauptberuflicher Schriftsteller. Sein erster Polit-Thriller Die Kanzlerin ist 2018 erschienen. 2020 veröffentlichte er im Gmeiner-Verlag seinen Bestseller-Roman Paradeplatz, der im Schweizer Bankenmilieu spielt. 2021 erschien sein dritter Roman Bahnhofstrasse. Ein Jahr später folgte sein vierter Roman Langstrasse. Erneut war Zürich Schauplatz der Geschichte um einen Massenmörder. Langstrasse erreichte unmittelbar die Top Ten der Schweizer Bestsellerlisten und wurde für den Schweizer Krimipreis nominiert. Die Reihe wurde 2023 mit Geschäftsleitung und 2024 mit Bellevue fortgesetzt. 2024 übernahm Speech Studio Schweiz die Audiorechte und begann mit der Vertonung der gesamten Krimi-Serie als Hörbücher. 2025 erschien Arosa – wo auch Gauner Urlaub machen beim Gmeiner-Verlag eine Sammlung von Kurzgeschichten.
Im Mai 2025 wurde Russenberger an der Generalversammlung in Solothurn zum Präsidenten des Verbandes Autorinnen und Autoren der Schweiz (A*dS) gewählt.
Russenberger tritt in der ganzen Schweiz mit Lesungen auf und ist Gast bei Literaturfestivals wie beispielsweise «Zürich liest». Seine Romane werden regelmässig in der Presse gewürdigt. Russenberger ist ebenfalls als Juror tätig, und unter anderem Mitglied der Jury für den Deutschen Glauser-Preis 2026.
Russenberger lebt in Arosa. Er bestreitet als Ironman Athlet Wettkämpfe auf der ganzen Welt und ist ein Certified Ironman Coach.
Er ist neben dem Schweizer Autoren-Verbandes AdS Mitglied bei Krimi Schweiz – Verein für schweizerische Kriminalliteratur, bei ProLitteris Schweiz, Kiwanis Zürich und Alumni der Universitäten Zürich und Stanford.

## Publikationen
- Arosa – wo auch Gauner Urlaub machen. Gmeiner-Verlag, 2025. ISBN 978-3-8392-0845-8.
- Bellevue. Gmeiner-Verlag, 2024. ISBN 978-3-8392-0673-7.
- Geschäftsleitung. Gmeiner-Verlag, 2023. ISBN 978-3-8392-0469-6.
- Langstrasse. Gmeiner-Verlag, 2022. ISBN 978-3-8392-0275-3.
- Bahnhofstrasse. Gmeiner-Verlag, Meßkirch, 2021. ISBN 978-3-8392-6862-9.
- Paradeplatz. Gmeiner-Verlag, Meßkirch 2020. ISBN 978-3-8392-2746-6.
- Die Kanzlerin. BoD, Norderstedt 2018 ISBN 978-3-7460-5178-9.
- Die Unternehmenstheorie der Zürcher Kantonalbank, Wissenschaftliche Masterarbeit, Universität Zürich 1996